# Ромео (Колорадо)
Ромео (англ. Romeo) — місто (англ. town) в США, в окрузі Конехос штату Колорадо. Населення — 302 особи (2020).

## Географія
Ромео розташоване за координатами 37°10′19″ пн. ш. 105°59′7″ зх. д. / 37.17194° пн. ш. 105.98528° зх. д. (37.171819, -105.985414).  За даними Бюро перепису населення США в 2010 році місто мало площу 0,60 км², уся площа — суходіл.

## Демографія
Згідно з переписом 2010 року, у місті мешкали 404 особи в 132 домогосподарствах у складі 99 родин. Густота населення становила 669 осіб/км².  Було 156 помешкань (258/км²).
Расовий склад населення:
| - 62,4 % — білих - 4,7 % — корінних американців - 1,2 % — азіатів - 0,2 % — чорних або афроамериканців - 25,0 % — осіб інших рас |

До двох чи більше рас належало 6,4 %. Частка іспаномовних становила 79,5 % від усіх жителів.
За віковим діапазоном населення розподілялося таким чином: 29,7 % — особи молодші 18 років, 59,9 % — особи у віці 18—64 років, 10,4 % — особи у віці 65 років та старші. Медіана віку мешканця становила 31,5 року. На 100 осіб жіночої статі у місті припадало 106,1 чоловіків;  на 100 жінок у віці від 18 років та старших — 95,9 чоловіків також старших 18 років.
Середній дохід на одне домашнє господарство  становив 34 884 долари США (медіана — 20 833), а середній дохід на одну сім'ю — 47 554 долари (медіана — 32 000). За межею бідності перебувало 33,8 % осіб, у тому числі 44,9 % дітей у віці до 18 років та 20,9 % осіб у віці 65 років та старших.
Цивільне працевлаштоване населення становило 104 особи. Основні галузі зайнятості: освіта, охорона здоров'я та соціальна допомога — 35,6 %, будівництво — 20,2 %, мистецтво, розваги та відпочинок — 14,4 %.